# Euphaea hirta
Euphaea hirta är en trollsländeart som beskrevs av Hämäläinen och Karube 2001. Euphaea hirta ingår i släktet Euphaea och familjen Euphaeidae. IUCN kategoriserar arten globalt som otillräckligt studerad. Inga underarter finns listade i Catalogue of Life.